# Lillian Watson (plivačica)
Lilian "Pokey" Watson (11. srpnja 1950.) je bivša američka plivačica.
Višestruka je olimpijska pobjednica u plivanju, a 1984. godine primljena je u Kuću slavnih vodenih sportova.